# Robyn Alders
Robyn Alders   (Taralga, segle XX) és una científica veterinària va ser la primera en ésser nomenada Oficial de l'Ordre d'Austràlia. És més reconeguda pel seu treball en seguretat alimentària i per les millores en la salut dels ocells de corral als països en desenvolupament. El treball d'Alders al manteniment de la salut de les petites bandades d'ocells de corral ajuda a les dones sense recursos a proporcionar un suport nutricional i financer adequat per a les seves famílies.

## Biografia
Robyn Alders va néixer i es va criar en una granja a Taralga, Nova Gal·les del Sud. Educada localment a Taralga Public School, i després a Crookwell High School, ella va ser la primera a la seva família que es va matricular en l'escola secundària. Durant l'escola secundària, va ser una acadèmica dels Estats Units de servei de camp i va passar 12 mesos a Concordia, Kansas. Animada per les reformes educatives promulgades pel Primer Ministre Gough Whitlam que van proporcionar educació terciària gratuïta, Alders es va embarcar en una llicenciatura en Ciències Veterinàries a la Universitat de Sydney.
Després de graduar-se com a veterinària de la Universitat de Sidney, Alders va dur a terme un estudi en medicina de grans animals rebent un Diploma d'Estudis Clínics Veterinaris. Després es va traslladar a l'Escola de Medicina John Curtin a la Universitat Nacional d'Austràlia, on va completar el seu doctorat investigant la immunologia de l'embaràs.

## Treballs veterinaris
Mentre vivia en la residència estudiantina del Wesley College a la Universitat de Sydney, Alders es va associar amb Community Aid Abroad. Aquesta associació la va portar a cercar un país en desenvolupament en finalitzar el seu doctorat. Va treballar com a professora durant tres anys a l'acabada de fundar Escola de Medicina Veterinària a la Universitat de Zàmbia. Després va passar tres anys treballant com a Oficial de Projectes a l'Àfrica Meridional per a Ajut Comunitari a l'Estranger, dedicant gran part del seu temps a contribuir a la renovació de la producció agrícola a petita escala al final de la Guerra civil de Moçambic.
Els ocells de corral no únicament són, el tipus de bestiar més comú, sinó que sovint són l'únic bestiar que posseeixen les famílies més vulnerables. Els ocells de corral desempenyoren un paper important a les granges dels petits productors, ja que: 
- són una forma relativament barata d'accedir a aliments de qualitat,
- proporcionar ous i carn que puguin vendre's o intercanviar-se fàcilment per altres articles essencials de la família,
- ajudar amb el control de plagues,
- proporcionar fem com a fertilitzant.
- Els ocells de corral són sovint l'únic bestiar sota el control de les dones. Garantir la participació de les dones en les activitats de control de la malaltia de Newcastle les ha apoderades i ha millorat el benestar de les seves famílies.

Els pollastres dels llogarets representen una font de noves inversions baixes de nutrició i ingressos, en general sota la cura de dones, a països subdesenvolupats. Les races avícoles indígenes són sobre manera autosuficients. Les seves conductes naturals d'escombratge i descans permeten que es mantinguin amb una inversió inicial baixa i un mínim de noves inversions per aliments o habitatge. En condicions de bona salut, es reprodueixen ràpidament i proporcionen una excel·lent font de nutrició d'alta qualitat a través d'ous i carn, o poden generar ingressos per la venda d'aquests productes. El manteniment de la salut de les petites bandades d'ocells de corral pot representar l'única oportunitat perquè les dones sense recursos proporcionin un suport nutricional i financer adequat per a la seva família.
Durant el seu temps al sud de l'Àfrica, Alders es va adonar de la importància dels pollastres dels llogarets en les vides de les persones en comunitats subdesenvolupades. Era evident que la malaltia viral de Newcastle (ND) era endèmica i causava una mortalitat significativa i pèrdua de producció en aquestes petites bandades. El desenvolupament d'una vacuna termotolerant per a ND va significar que, per primera vegada, el control d'aquesta important malaltia del bestiar era possible en les regions més remotes i menys desenvolupades. Juntament amb el professor Spradbrow, la doctora Alders va rebre fons del Centre Australià per a la Investigació Agrícola Internacional (ACIAR) per implementar un programa d'administració de vacunes al camp a Moçambic. S'han utilitzat programes similars de vacunes contra la malaltia de Newcastle a tota l'Àfrica i el sud-est asiàtic.
Des de 2004, Alders també ha estat involucrada en el control i la preparació de l'Influenzavirus A subtipus H5N1 a Etiòpia, Indonèsia, Kenya, Laos, Malawi, Moçambic, Tanzània, Tailàndia, Timor Oriental i Vietnam. A Indonèsia, va supervisar els components de capacitació i comunicació de la FAO. HPAI «Programa participatiu de vigilància i resposta a les malalties», de maig de 2007 a setembre de 2009. De maig de 2008 a juny de 2011, va dirigir el Programa Internacional de Medicina Veterinària a Tufts Cummings School of Veterinary Medicine als Estats Units i continua sent Professora Associada Adjunta d'aquest programa. De juliol de 2011 a maig de 2012, Alders va ser la directora d'equip d'un projecte de control de la malaltia de Newcastle a Angola executat pel KYEEMA. Fundat i finançada per la Unió Europea.

## Premis i honors
- 2002. La Medalla Kesteven, atorgada per l'Associació Veterinària Australiana i el Col·legi Australià de Científics Veterinaris en reconeixement de les contribucions destacades a la ciència veterinària internacional en el camp de l'assistència tècnica i científica als països en desenvolupament.
- 2006. Medalla Belle Bruce Reid, atorgada per la Universitat de Melbourne a dones científiques destacades.
- 2011. Primera dona graduada en Ciència Veterinària Oficial de l'Ordre d'Austràlia. Cita: «Pel seu servei distingit a la ciència veterinària com a investigador i educador, al manteniment de la seguretat alimentària als països en desenvolupament a través de programes de manejament de bestiar i control de malalties, i a la indústria avícola australiana».[1]
- 2011. La Universitat de Sydney Premi d'Alumnes 2011 per Assoliments Internacionals.
- 2012. La Medalla de la Fundació Wesley College.
- 2014. Medalla The Crawford Fund per treball extens i impacte en la recerca agrícola internacional a l'Àsia i l'Àfrica.[4]
- El 2012 360 degrees films van realitzar un documental sobre el treball de Robyn Alders.[10]

## Publicacions
- Controlling Newcastle Disease in Village Chickens: A Training Manual, 2002; 2ª Edició, 2003.
- Success story on the control of Newcastle disease in village chickens using thermotolerant vaccines, 2003.
- Poultry for profit and pleasure. Diversification Booklet No. 3, 2004.